# Komuna e Qerretit
Komuna e Qerretit är en kommun i Albanien.   Den ligger i prefekturen Qarku i Shkodrës, i den norra delen av landet, 70 km norr om huvudstaden Tirana.
```
Runt Komuna e Qerretit är det ganska tätbefolkat, med 
56
 invånare per kvadratkilometer.
[
2
]
```